# Dasypyga
Dasypyga is een geslacht van vlinders van de familie snuitmotten (Pyralidae), uit de onderfamilie Phycitinae.

## Soorten
- D. alternosquamella Ragonot, 1887
- D. belizensis Neunzig & Dow, 1993
- D. salmocolor Blanchard, 1970